# Fantasía (álbum de Sebastián Yatra)
Fantasía es el segundo álbum de estudio del cantante colombiano Sebastián Yatra. Publicado el 12 de abril de 2019, bajo el sello discográfico Universal Music Latin Entertainment.
El álbum fue producido por un amplio elenco de productores, entre los que destacan Andrés Torres, Mauricio Rengifo, Jon Leone, Mau y Ricky, Camilo, Julio Reyes Copello, Andrés Saavedra, Andy Clay, Fernando "Toby" Tobon, Jorge Luis Bello y Andrés Munera. El stilo del álbum se caracteriza por alejarse más de la música urbana; enfocándose solo en la balada romántica y el clásico pop latino..
De este álbum, se desprenden algunos sencillos como: «Vuelve», «Un Año», «Cristina» y «Fantasía». La canción «Elena» es interpretada por Yatra, aunque cuenta con una breve participación de Dandee, ya que la canción va en dedicatoria a la hija de este último. El sencillo «En guerra» se utilizó para una campaña antibullying hecha por la fundación Scholas, y contó con la participación de Camilo. También, la canción «Cristina» sencillo escrito en el 2018 y lanzado en diferentes plataformas en 2019, siendo uno de los temas más emblemáticos de la discografía de Sebastián Yatra surge con una balada pop, cuya inspiración ha sido relacionada con 3 artistas como musas de dicha canción. La primera es  Cristina Iglesias, hija del cantante y compositor español Julio Iglesias, con quien Sebastián compartió en el festival Starlite en 2018, celebrado en Marbella. La segunda es la cantante, modelo y actriz argentina Martina Stoessel, a quien invitó a protagonizar el videoclip, mismo que fue publicado el día de su cumpleaños el 21 de marzo, además de la coincidencia de las edades mencionadas en la canción ¨tú de 19 y yo de 23¨, siendo las mismas edades con la que se conocieron el año 2017 para colaborar en la versión español de ¨Got me started¨  ó ¨ya no hay nadie quien nos pare¨, sencillo del álbum debut de TINI, como parte de un proyecto de Universal Music de potenciar a ambos artistas, en donde surgió una gran química entre ambos como se ve en la entrevista ¨¨conociendo a Sebastián Yatra¨ publicada en Youtube, por ello los rumores apuntan a que ese fue el momento de inspiración. La tercera artista, quien es actual novia del colombiano, con quien tiene varias colaboraciones musicales es la española Aitana Ocaña, a quien conoció en 2018 en los Latin GRAMMY, de la mano de la cantante Lele Pons, sin embargo en dicha fecha Sebastián Yatra contaba con 24 años y Aitana con 19, sin lugar a dudas es un misterio que quedará en el corazón del compositor, siendo una de las mejores canciones pop latino tanto a nivel de composición y producción ¨Cristina¨es una canción conmovedora que captura la complejidad y el dolor de un amor no correspondido.
En este álbum, están incluidas las participaciones de Reik (Un Año), Beret (Vuelve), Tommy Torres (Atado entre tus Manos) y Camilo (En Guerra).
El disco recibió dos nominaciones en la gala de los Latin Grammy de 2019 celebrada en Las Vegas, como Álbum del Año y Mejor Álbum Vocal Pop Contemporáneo. Por su parte, la colaboración entre Yatra y Reik en el tema Un Año" obtuvo una nominación en la categoría de Canción del Año. En los premios Grammy, Yatra consiguió una nueva nominación, como Mejor Álbum de Pop Latino.
Por lo que respecta a su ubicación en listas, Fantasía debutó en el primer puesto en la lista Billboard de álbumes de pop latino en Estados Unidos, repitiendo el éxito de su anterior trabajo, Mantra. 

## Lista de canciones
| N.º | Título                                     | Duración |  |
| 1.  | «Cristina»                                 | 3:22     |  |
| 2.  | «Falta amor»                               | 3:25     |  |
| 3.  | «Un año» (con Reik)                        | 2:42     |  |
| 4.  | «Elena»                                    | 2:35     |  |
| 5.  | «Fantasía»                                 | 2:58     |  |
| 6.  | «En guerra» (con Camilo)                   | 3:41     |  |
| 7.  | «Yo te extraño»                            | 3:43     |  |
| 8.  | «Respiro»                                  | 3:49     |  |
| 9.  | «Atado entre tus manos» (con Tommy Torres) | 3:17     |  |
| 10. | «Aquí estaré»                              | 3:35     |  |
| 11. | «Vuelve» (con Beret)                       | 3:45     |  |
| 12. | «Nunca nos preparamos para tanto amor»     | 3:06     |  |

## Certificaciones
| País   | Organismo certificador | Certificación | Ventas certificadas | Ref.  |
| ------ | ---------------------- | ------------- | ------------------- | ----- |
| México | AMPROFON               | 3x Platino    | 180,000             | [ 7 ] |